# Wszechkozackie Zrzeszenie w Rzeszy Niemieckiej
Wszechkozackie Zrzeszenie w Rzeszy Niemieckiej (ros. Общеказачье Объединение в Германской Империи) – emigracyjna kozacka organizacja polityczna w Niemczech w latach 1939–1945.
W 1939 r. w Protektoracie Czech i Moraw powstało Wszechkozackie Zrzeszenie w Protektoracie Czech i Moraw. W 1940 r. rozwinęło ono swoją działalność na obszar Niemiec, zmieniając nazwę na Wszechkozackie Zrzeszenie w Rzeszy Niemieckiej. Na jego czele stanął b. generał rosyjski ataman Jewgienij I. Bałabin. Celem było reprezentowanie interesów Kozaków przed hitlerowskimi władzami oraz przygotowanie się do walki z ZSRR. Zrzeszenie podlegało Głównemu Zarządowi ds. Rosyjskiej Emigracji w Niemczech. Ataman J.I. Bałabin popierał rosyjski ruch wyzwoleńczy kierowany przez gen. Andrieja A. Własowa. W rezultacie w listopadzie 1944 r. jako przewodniczący Zrzeszenia i reprezentant Kozaków został dokooptowany do Komitetu Wyzwolenia Narodów Rosji. Działalność Zrzeszenia zakończyła się w związku z zakończeniem II wojny światowej.